# Precedente
Il precedente (in lingua inglese precedent), in diritto,  è una decisione, contenuta in un provvedimento giurisdizionale (generalmente una sentenza), pronunciata in passato da un giudice, nell'ambito di un processo, in merito ad una fattispecie identica o analoga a quella in esame.

## Tipologie

### Per rilevanza
Rispetto ad un determinato giudice i precedenti possono avere rilevanza orizzontale, se provengano dallo stesso giudice (autoprecedenti) o da un giudice posto allo stesso livello nella gerarchia degli uffici giudiziari, oppure rilevanza verticale, se provengono da un giudice di diverso livello gerarchico.

### Vincolanti e persuasivi
Il precedente è vincolante quando il giudice è obbligato a conformarsi alla decisione precedentemente adottata. Negli ordinamenti contemporanei la forza vincolante dei precedenti è tipica dei sistemi di common law, dove vige il principio dello stare decisis, non è invece presente, salvo rare eccezioni, negli ordinamenti di civil law.
Anche quando non è vincolante, il precedente può avere una certa forza persuasiva (si parla, infatti, di precedente persuasivo), in genere promanante dall'autorità del giudice che ha pronunciato la decisione e, ancor di più, dalla solidità della linea argomentativa seguita.
Dove vincolante, il precedente rientra tra le fonti del diritto; si tende, invece, ad escludere che lo stesso valga per i precedenti persuasivi.
Precedenti vincolanti, ove esistano, sono quelli provenienti da giudici di livello superiore ed eventualmente quelli a rilevanza orizzontale; gli altri possono essere al più persuasivi. D'altra parte, un precedente proveniente da un giudice di livello superiore e specialmente da una corte suprema, anche se non vincolante, avrà comunque un'indubbia forza persuasiva, quantomeno perché la decisione che non si conforma ad esso potrà essere sottoposta, mediante impugnazione, all'esame al giudice che l'ha stabilito.

## Nel mondo

### Italia
Con l'emanazione della legge 18 giugno 2009, n. 69 è stato stabilito che il ricorso per Cassazione è inammissibile allorquando il provvedimento impugnato ha deciso questioni di diritto in modo conforme alla giurisprudenza della Corte e l'esame dei motivi non offre elementi per confermare o mutare l'orientamento della stessa.

### Stati Uniti
Il precedente giuridico di norma sorge nelle corti federali statunitensi a seguito di un consent decree, vale a dire se in causa le parti preventivamente rinunciano a far valere il diritto (anche soggettivo) a favore di una transazione economica (monetaria, o un nuovo rapporto negoziale tra le parti), per evitare un procedimento costoso e dagli esiti incerti, e dall'altra parte l'eventualità di una sentenza di condanna in sede civile e penale (quindi non c'è detenzione, e si ottiene un risarcimento danni parziale). Non si tratta di una mediazione o di un lodo extra-giudiziale perché è il giudice stesso a mediare, dare efficacia legale e monitorare l'effettiva attuazione dell'accordo. 

Tale accordo è equivalente ad un lodo arbitrale che è reso esecutivo dalla firma di un giudice (e non di arbitri scelti dalle parti), e vincola le altre corti federali nelle cause che riguardano la negoziazione, approvazione, interpretazione e modifica di accordi tra le parti in lite, dello stesso tipo e intercorsi in cause aventi oggetto simile: non è un precedente per una sentenza di condanna, ma per ulteriori transazioni intra-giudiziali.
È frequente soprattutto verso le persone giuridiche (imprese e industrie) per l'applicazione di ambiti della Responsabilità sociale d'impresa: diritto antitrust, della non-discriminazione e parità di trattamento dei lavoratori, e diritto ambientale.

### Consiglio d'Europa
Il precedente della Corte europea dei diritti dell'uomo "in relazione allo sviluppo della sua giurisprudenza non è un precedente vincolante, ma un precedente persuasivo che promana da una Corte superiore e che, per questa ragione, è dotato non solo di forza di convincimento e di razionalità, ma anche di autorevolezza".